# 整體情報識別辦公室

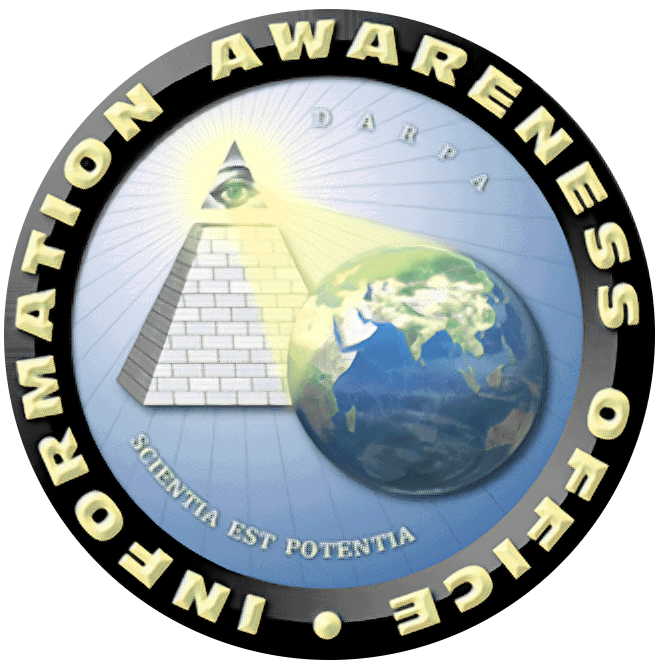
Information Awareness Office seal
(格言: lat. scientia est potentia – 知识就是力量)

整體情報識別辦公室是美国國防高等研究計劃署于2002年1月建立的机构，旨在整合國防高等研究計劃署的数个计划，以运用监控和信息技术追踪并监视恐怖分子和其他对美国国家安全的非对称威胁，取得全面信息意识。